# 北屯 (大字)
北屯，原稱為三十張犁，是臺灣臺中市的一個傳統地域名稱，位於北屯區南部偏西及北區東部。相較於今日行政區，其範圍大致包括北屯區的東光里、平田里東南端、平昌里東南部、北屯里、三光里、三和里、北興里、北京里，以及日後的宮北地區，即北區的建成里、建德里、錦村里、錦洲里、錦祥里、金華里、金龍里、樂英里北部不含莒光新城西南側。

## 歷史
台灣清治末期至日治初期，北屯地區為一街庄，稱為「三十張犁庄」，隸屬於捒東下堡。該庄西北與二份埔庄為鄰，北與舊社庄為鄰，東隔旱溪與水景頭庄、番仔路庄為界，南邊為東勢仔庄，西南邊及西邊為邱厝仔庄。
1901年（日治明治三十四年）11月，全台廢縣廳改設二十廳，該庄隸屬於臺中廳。1903年（明治三十六年）6月，該庄編入「二份埔區」，隸屬於臺中廳。1909年（明治四十二年）10月，合併二十廳為十二廳，該庄改編入「三十張犁區」，仍隸屬於臺中廳。1920年（大正九年），全台地方制度大改正，廢十二廳改設五州二廳，該庄改制並改名為「北屯」大字，隸屬於臺中州大屯郡北屯庄。1941年9月，北屯南部拆出「宮北」大字，併入州轄臺中市。
戰後北屯庄改制為北屯鄉，隸屬於臺中縣，大字亦改制為村；宮北地區仍隸屬於改制為省轄的臺中市，劃歸在北區，大字改制為里。1947年2月，北屯鄉併入省轄臺中市而改稱北屯區，村亦改制為里。2010年12月，臺中縣市合併為直轄臺中市，北區、北屯區隸屬均不變。

## 聚落
本地區發展較早的聚落有三十張犁、虎尾藔、頭張、尾張等，在日治期初期的官方地圖上已有記載。

## 交通
台鐵山線大致以北偏東－南偏西走向經過北屯地區中部。境內設有太原車站，屬乙種簡易站，僅停靠區間車。由此可前往台鐵沿線各站。
省道台3線（北屯路、進化路）俗稱「內山公路」，是臺北至屏東的幹道，大致以北北東—南南西走向轉縱向再轉東北—西南走向再轉西北—東南走向繞大彎轉縱向經過本地區中部偏西地帶。由該道路向北北東轉北可前往潭子、豐原、石岡、東勢等地，向南可前往台中市區、大里、霧峰等地。

## 學校
- 新民高中
- 三光國中
- 雙十國中（北大半部）
- 北屯國小
- 東光國小（南大半部）
- 育仁國小

## 廟宇
- 臺中市孔廟
- 寶覺禪寺（臨濟宗佛寺）